# Homoeogryllus cavicola
Homoeogryllus cavicola är en insektsart som beskrevs av Lucien Chopard 1950. Homoeogryllus cavicola ingår i släktet Homoeogryllus och familjen syrsor. Inga underarter finns listade i Catalogue of Life.